# Jitușa, Pernik
Jitușa (în bulgară Житуша) este un sat în comuna Radomir, regiunea Pernik,  Bulgaria. 

## Demografie
Componența etnică a satului Jitușa
     Bulgari (95,68%)
     Nicio identificare (4,31%)
     Altele (0%)
La recensământul din 2011, populația satului Jitușa era de 116 locuitori. Din punct de vedere etnic, majoritatea locuitorilor (95,68%) erau bulgari. Pentru 4,31% din locuitori nu este cunoscută apartenența etnică.